# Leonel Prieto
Leonel Enrique Prieto Payan (ur. 14 sierpnia 2001 w Chihuahua) – meksykański piłkarz występujący na pozycji napastnika, od 2023 roku zawodnik Tigres UANL.